# 笑傲江湖
《笑傲江湖》是金庸創作的武俠小說和政治寓言小說，是金庸把他過往在中國，中日戰爭和國共鬥爭時期碰過的各種鬥爭事蹟，加上連載當下中共的政治鬥爭現象精煉後寫成的。最初在新加坡《新明日報》連載，後于1967年4月20日至1969年10月12日連載於《明报》，後結集出版。

## 背景設定
对于作者其他作品而言，《笑傲江湖》主旨明確，是金庸把他過往在中國碰過的各種鬥爭現象精煉後寫成的，但原本没有明确对应的历史背景，即与历史现实关联极少（但作中名詞表明在明朝萬曆年至崇禎年間-參考參將官銜、葵花寶典及鹿鼎記）。作者在后记中说明：“因为想写的是一些普遍性格，是生活中的常见现象，所以本书没有历史背景，这表示，类似的情景可以发生在任何朝代”。
小说男主角令狐冲出身於五嶽劍派之一的华山派，师父为「君子劍」岳不羣。其時少林、武當、五嶽劍派等「名門正派」與「魔教」日月神教之間的鬥爭正炙，門戶之別極嚴。令狐冲行走江湖，結識田伯光、桃谷六仙、不戒和尚等人物，並且在不知情下與日月神教聖姑任盈盈相識相戀，因而遭乃師誤解，破門出派。
然而這武林「正」、「邪」之間的鬥爭，實際並不如表面上的黑白分明。令狐冲和任盈盈情投意合，攜手行走江湖。逐漸發現「正派」中人左冷禪、余滄海等的各種奪權陰謀，以及劣跡惡行。機緣巧合下，令狐冲成為了恆山派掌門，並與少林寺方證大師、武當派冲虛道長兩位「正派」領袖達成默契，合力抑制左冷禪的野心，以追求武林的太平。岳不羣偷练辟邪剑法，击败左冷禪，成为五嶽派领袖。林平之卻為了復仇，殺了岳靈珊并将青城派灭门。
令狐冲雖助任我行奪回日月神教教主之位，卻洞悉任氏野心，不願助紂為虐；所幸任我行暴斃，江湖上僥倖免去一場腥風血雨。之後任盈盈和向問天先後掌教，使武林暫時恢復安寧。最後令狐冲與任盈盈共諧連理，退出江湖，從此不問世事、笑傲江湖。

## 故事梗概
故事圍繞著搶奪武學至寶《辟邪劍譜》而展開。《辟邪劍譜》是福州福威鏢局林家的家傳劍譜，相傳鏢局創辦人林遠圖當年以辟邪劍法揚名武林，但鏢局第三代傳人林震南卻武功平庸。四川青城派掌門余滄海認為林震南練劍不得其法，意圖侵佔劍譜，結果將福威鏢局滅門仍遍尋不獲。唯一倖存的林家少爺林平之，得到五嶽劍派之一的華山派掌門岳不羣所救並收為弟子。
而故事的主角令狐冲是岳不羣首徒。令狐冲本是一名孤兒，生性無憂無慮，逍遙自在，人品正直，但嗜酒如命。他從採花大盜田伯光手上救走恆山派小尼姑儀琳，後來卻與這名臭名遠播的淫賊成為好友。同時衡山派劉正風宣佈退出江湖，並廣邀各方英雄出席他的金盆洗手儀式。但五嶽劍派盟主嵩山派掌門左冷禪等正派認為劉正風與日月神教（正派稱魔教）長老曲洋交往對五嶽劍派不利。最後劉、曲二人受嵩山派追殺，在重傷下自盡身亡，臨終前將合編的《笑傲江湖》琴簫曲譜交給令狐冲。
令狐冲本與岳不羣獨女岳靈珊青梅竹馬，但林平之拜入華山派門下後不久，令狐冲因被指在衡山結交田伯光及曲洋等邪派人士，被岳不羣罰往後山的思過崖面壁思過一年，令狐冲在思過崖上失手彈下小師妹岳靈珊的碧水劍後，漸漸失去她的愛意，岳靈珊就在這年與林平之發生感情。令狐冲在崖上山洞中發現了五嶽劍派招式及日月教長老破解之法的石刻，後來更遇見華山派劍宗前輩風清揚。令狐冲不僅從中學會了五嶽劍派的劍招，還不自覺地學上了日月教長老的招式，更得風清揚傳授了石破天驚的「獨孤九劍」。
自稱名門正派的五嶽劍派，表面上是同氣連枝的聯盟，但劍派之間卻各有盤算。嵩山派掌門左冷禪雖已為五嶽劍派盟主，但意欲吞併其他四派。他暗中協助華山派劍宗高手，上華山挑戰出身氣宗的掌門岳不羣，令狐冲雖然用新學的「獨孤九劍」擊敗劍宗門人及嵩山派的突擊，卻因此身受重傷；又因履行對風清揚的承諾，無法向岳不羣透露劍法大進的原由，令岳不羣對他起了疑心。加上與令狐冲友好的六師弟陸大有被殺，華山派武功秘笈《紫霞秘笈》失蹤，華山派上下都對他起疑。
桃谷六仙以及不戒和尚嘗試醫治令狐冲的傷勢，可是各人堅持用自己的方法，不但醫不好令狐冲，還前後將八道真氣灌積在令狐冲體內，宣泄無門，使令狐冲內力全失，性命垂危。岳不羣為逃避嵩山派的襲擊，率領華山派眾到達洛陽，拜會林平之的外公金刀門掌門王元霸。令狐冲卻在洛陽結識在當地隱居的日月神教聖姑、前任教主任我行之女任盈盈；令狐冲因任盈盈不許他望到自己相貌，誤以為她是老婦，任盈盈則在與令狐冲長久相處下對他動情。華山派一行人離開洛陽後沿黃河東下，不斷有來歷不明的江湖人士為令狐冲治病，包括神醫「殺人名醫」平一指，原來都是任盈盈的手下暗中安排。岳不羣對令狐冲一再結交妖邪中人愈加不滿，對他日漸疏離，最後在五霸崗上棄他而去。令狐冲在五霸崗再遇平一指，但平一指說令狐冲經多人胡亂醫治，已經藥石無靈，平一指亦因而自殺。之後令狐冲再遇上任盈盈，發現她原來是妙齡少女，令狐冲助任盈盈擊退正派人士後暈倒，醒來發現自己身處少林寺。少林方丈方證大師告訴他，岳不羣已宣布逐他出華山派，自己則願意收他為弟子傳授《易筋經》為他療傷。
令狐冲因自此不容於正派而感到絕望，但亦不肯為了活命而改投少林。令狐冲離開少林寺之後，遇上受正邪各路人馬圍攻的向問天，因一時不忿而助他脫險，更與他結拜為兄弟。向問天得知令狐冲身體狀況及見識過他的劍法後，在令狐冲不知情之下，帶他來到杭州梅莊，利用他營救被日月神教現任教主東方不敗囚禁於莊內西湖底牢房內十二年的任我行。向問天利用梅莊四友愛好琴棋書畫的弱點，唆使他們安排令狐冲進入牢房與任我行比劍。任我行趁機用內力震暈各人，向問天再將令狐冲鎖在牢房中代替任我行，以掩人耳目。後來令狐冲在機緣下學會了任我行刻在鐵床上的「吸星大法」，在治好內傷之餘亦內力大增。一個月後，任我行回來與脫困的令狐冲相遇，以傳授化解吸星大法後遺症心得，希望他加入日月神教，但遭令狐冲所拒。
令狐冲與任我行和向問天分手，離開杭州南下福建，在途中遇見南下福州保護《辟邪劍譜》的一眾恆山派女尼，於是化身吳天德將軍暗中保護，並多番解救假扮日月神教教徒的嵩山派門人對恆山派的襲擊，後來帶領恆山派女尼南下的定靜師太被嵩山派門人圍攻而死，臨終前得知令狐冲身份，並託他護送恆山派弟子前往福州。令狐冲到達福州後，發現岳不羣夫婦及岳靈珊等華山派門人正協助林平之尋找《辟邪劍譜》。後來令狐冲在林家老宅中發現有兩名高手制伏林平之及岳靈珊，欲盜取劍譜。令狐冲擊倒二人後奪得劍譜，欲交還林平之，卻因創暈倒；醒來後發現劍譜失蹤，更被岳不羣及林平之指責他私吞劍譜，恆山派眾卻相信令狐冲清白。當兩派門人為令狐冲發生衝突時，意外發現勞德諾身上藏有失蹤多時的《紫霞秘笈》，因而证实是他殺死陆大有，勞德諾事敗後遺下秘笈逃走。
令狐冲離開華山派眾人後，護送恆山派弟子返回恆山，途中遇見衡山派掌門莫大，才知任盈盈當日為了救他，以自己囚禁在少林寺為條件，換取少林派傳授他《易筋經》，莫大更告知江湖人士結集上千人打算圍攻少林寺救出任盈盈。於是令狐冲將恆山派弟子交託莫大後，找上結集圍攻少林的群雄，成為領袖。在令狐冲的領導下，在武當山下無意中以獨孤九劍打敗喬裝打扮的武當掌門沖虛道長。當群雄來到少林寺，只見寺內空無一人，但發現恆山派掌門定閒師太在寺內遭到神秘殺害，定閒師太在臨終之前把掌門之位傳給令狐冲。令狐冲發覺正派在少林寺設空城計令群雄被圍在寺內，幸發現寺內秘道離開少林。之後令狐冲獨自返回少林尋找任盈盈下落，卻見任我行、向問天及任盈盈與一眾正派掌門現身少林。任我行為帶走任盈盈，與正派高手進行三場對決，任我行施奸計打敗少林方丈方證，卻不敵左冷禪「寒冰真氣」，最後任我行邀請令狐冲與冲虛道長進行第三場對決。冲虛表示早前在武當山下已敗給令狐冲，但岳不羣卻要與令狐冲進行第三場對決，並在對戰時施展令狐冲與岳靈珊自創的「冲靈劍法」，暗示會把岳靈珊許配令狐冲，誘使令狐冲認輸，反而使令狐冲心神恍惚之下以獨孤九劍打敗岳不羣，任盈盈因此得以離去。眾人為任我行驅走寒冰真氣後，任我行再次勸令狐冲加入日月神教，更以任盈盈的婚事希望打動他，令狐冲亦再次拒絕。
令狐冲往恆山就任掌門當日，左冷禪派人阻止不遂後，宣佈召開大會，欲強行將五嶽劍派合併成單一個五嶽派，自己便成為五嶽派的領袖。同日，少林方丈方證及武當掌門冲虛親臨恆山向令狐冲道賀，之後向令狐冲講及華山劍氣兩宗之爭及《辟邪劍譜》的源由，皆與一部叫《葵花寶典》的武功秘笈有關，更勸令狐冲出來阻止左冷禪吞併五嶽劍派的陰謀，令狐冲答應。
令狐冲協助任我行打敗東方不敗並重奪日月神教教主之位，但再次拒絕加入神教並離開黑木崖。五嶽劍派合併大會在嵩山封禪台召開，任盈盈喬裝為恆山派弟子與令狐冲一同出席。大會中泰山派內鬨，衡山派被威脅而屈服，令狐冲本想聯同岳不羣對抗左冷禪，反對五派合併，豈料岳不羣最後卻支持合併，並派出女兒岳靈珊施出華山思過崖上刻着的五嶽劍派的招式，將五嶽劍派的高手一一打敗。最後岳不羣用「辟邪劍法」將左冷禪打敗，並將左冷禪雙目刺盲，成為五嶽派的掌門。
令狐冲在併派大會中與岳靈珊比劍，卻變成二人一同施展自創的冲靈劍法，令狐冲卻因無法拋下舊情，一時分神而被岳靈珊刺傷。併派大會完結後，負傷的令狐冲與任盈盈及其他恆山派弟子離開嵩山途中，目睹林平之將余滄海等青城派眾盡情屠戮，但在殺死另一仇人木高峰時，雙目遭其背上駝峰的毒水弄盲。令狐冲與任盈盈後來偷聽到林平之跟妻子岳靈珊的對話，得知自己一向尊敬的師父岳不羣竟是個偽君子，處心積慮謀奪林家的《辟邪劍譜》，包括收林平之為徒，安排岳靈珊與林平之交好，更在奪取《辟邪劍譜》後誣陷令狐冲，並意圖殺死林平之，林平之為自保才娶岳靈珊為妻。而恆山派掌門定閒師太，亦是死於岳不羣的「辟邪劍法」。後來林平之意外取回劍譜，亦與岳不羣一樣，先引刀自宮再修練劍法，因此他與岳靈珊並無夫妻之實。後來勞德諾出現，表明自己嵩山派身份，受左冷禪指派投入華山派門下以便刺探情報，豈料岳不羣將計就計，故意讓他竊得假的《辟邪劍譜》予左冷禪，令左冷禪在爭奪五嶽派掌門時敗給岳不羣。勞德諾邀林平之投靠左冷禪，林平之為表忠而殺害岳靈珊。令狐冲現身使林平之與勞德諾倉皇而逃，但無法救得岳靈珊，只能看著她在自己懷中死去，並無奈答應了岳靈珊臨終所託，照顧失明的林平之。
後來岳不羣遇見令狐冲及任盈盈，令狐冲以「獨孤九劍」與岳不羣的「辟邪劍法」交手。令狐冲面對奇詭的「辟邪劍法」一度處於下風，後來因為看到劍法中的破綻打敗岳不羣；岳不羣敗陣後偷襲放過自己的令狐冲，最後掉入日月神教弟子設下的陷阱被擒。岳不羣妻子寧中則在旁目睹丈夫的所作所為，在令狐冲前自殺身亡。令狐冲念及與岳不羣師徒恩情而放他離去，任盈盈則迫岳不羣服食日月神教控制信徒的藥物「三尸腦神丹」。
最後高潮是岳不羣使計擄走恆山派眾，並將另外四嶽高手誘入華山思過崖的山洞內，不同門派因看到壁上招式而互相猜忌；而已瞎眼的左冷禪及林平之，帶同一群被令狐冲刺瞎的嵩山派弟子，利用山洞中漆黑環境大殺洞內四派門人。最後左冷禪在洞內襲擊令狐冲和任盈盈時，被令狐冲所殺，林平之亦被令狐沖生擒砍断四肢筋骨。岳不羣在洞口用網捕捉剛脫困的令狐冲及任盈盈，打算殺死二人，卻被儀琳從後用劍刺死。任我行率眾登臨華山，打算以武力征服已經四分五裂、人才凋零的五嶽派，又再迫令狐冲在一個月內將恆山派加入日月神教，否則攻打恆山；實際上任我行打算乘少林、武當兩派高手救助恆山派之機，突襲並一舉殲滅兩大門派。可是當任我行正在盤算其一統江湖的大計並沉醉其中時，不可一世的他突然暴斃。
任我行死後，任盈盈接掌了日月神教並與正派和解。三年後任盈盈服喪期滿，將教主之位傳給向問天，與令狐冲在杭州西湖梅莊成親。令狐冲亦將林平之關於梅莊底下黑牢，履行了對岳靈珊的承諾。婚後夫妻兩人淡泊權勢，決定退隱，笑傲江湖去也。

## 小说版本
迄今金庸授权的有三个版本：最早的版本是根据《明报》上连载的内容结集出版的，是为“旧版”，香港「武史出版社」出版。
1980年，明河社修订版问世，是为“新版”、“一次修订版”。
2003年，“新修版”问世，亦称“世纪新修版”。
不同版本中，人名等细节有少许改动；如日月神教在旧版中称“朝阳神教”、田伯光的生殖器在旧版中是被插入暗器，而新版中则是砍去半截等。但总的来说，“情节改动甚少”（金庸本人语）。

## 小说回目
全書共四十回，另附一篇後記。新版和新修版的回目相同：

| - 第一章 灭门 - 第二章 聆秘 - 第三章 救难 - 第四章 坐鬥 - 第五章 治伤 - 第六章 洗手 - 第七章 授谱 - 第八章 面壁 - 第九章 邀客 - 第十章 传剑 | - 第十一章 聚气 - 第十二章 围攻 - 第十三章 学琴 - 第十四章 论杯 - 第十五章 灌药 - 第十六章 注血 - 第十七章 倾心 - 第十八章 联手 - 第十九章 打赌 - 第二十章 入狱 | - 第二十一章 囚居 - 第二十二章 脱困 - 第二十三章 伏击 - 第二十四章 蒙冤 - 第二十五章 闻讯 - 第二十六章 围寺 - 第二十七章 三战 - 第二十八章 积雪 - 第二十九章 掌门 - 第三 十章 密议 | - 第三十一章 绣花 - 第三十二章 併派 - 第三十三章 比剑 - 第三十四章 夺帅 - 第三十五章 复仇 - 第三十六章 伤逝 - 第三十七章 迫娶 - 第三十八章 聚歼 - 第三十九章 拒盟 - 第四 十章 曲谐 |

## 改編作品

### 電影
- 1978年，《笑傲江湖》，香港邵氏公司，汪禹飾令狐冲，施思飾任盈盈

- 1990年，《笑傲江湖》，香港金公主電影，胡金銓、徐克、程小東、李惠民導演，關文亮、黃鷹、林紀陶、劉大木、梁耀明、戴富浩編劇，許冠傑飾令狐冲，張敏飾任盈盈，葉童飾岳靈珊，張學友飾歐陽全，袁潔瑩飾藍鳳凰，劉兆銘飾岳不羣

- 1992年，《笑傲江湖二之東方不敗》，香港金公主電影，程小東導演，徐克、鄧碧燕、陳天璇編劇，李連杰飾令狐冲，關之琳飾任盈盈，李嘉欣飾岳靈珊，林青霞飾東方不敗，袁潔瑩飾藍鳳凰

- 1993年，《東方不敗之風雲再起》，香港金公主電影，程小東、李惠民導演，徐克、張炭、司徒卓漢編劇，林青霞飾東方不敗，王祖賢飾雪千尋

### 網路電影
- 2025年，《笑傲江湖》，中國无限自在文化传媒，羅儀威導演，王晶監製編劇，張雨綺飾東方不敗、黃曦彥飾令狐冲，宣璐飾任盈盈，雲千千飾岳靈珊，洪金寶飾風清揚

### 電視劇
| 年份     | 1984年   | 1985年                    | 1996年   | 2000年            | 2000年   | 2001年            | 2013年     | 2018年    |
| 名稱     | 笑傲江湖 | 笑傲江湖                  | 笑傲江湖 | 笑傲江湖          | 笑傲江湖 | 笑傲江湖          | 笑傲江湖   | 笑傲江湖  |
| 電視台   | 無綫電視 | 臺灣電視公司              | 無綫電視 | 中國電視公司      | 新傳媒   | 中央電視台        | 湖南卫视   | 優酷 騰訊 |
| 地區     | 香港     | 臺灣                      | 香港     | 臺灣              | 新加坡   | 中國大陸          | 中國大陸   | 中國大陸  |
| 集数     | 30       | 30                        | 43       | 52                | 40       | 40                | 42         | 37        |
| 監製     | 李鼎倫   | 劉立立、楊佩佩 （製作人） | 李添勝   | 楊佩佩 （製作人） | 马家骏   | 张纪中 （製作人） | （製作人） | 孫永瑍    |
| 角色     | 演员     | 演员                      | 演员     | 演员              | 演员     | 演员              | 演员       | 演员      |
| 令狐冲   | 周润发   | 梁家仁                    | 呂頌賢   | 任賢齊            | 馬景濤   | 李亞鵬            | 霍建華     | 丁冠森    |
| 任盈盈   | 陈秀珠   | 劉雪華                    | 梁珮玲   | 袁咏仪            |          | 许晴              | 袁姗姗     | 薛昊婧    |
| 岳靈珊   | 戚美珍   | 應靈                      | 陈岚     | 陈德容            | 李錦梅   | 苗乙乙            | 杨蓉       | 姜梓新    |
| 林平之   | 董玮     | 劉延方                    | 何寶生   | 宋达民            | 周初明   | 李解              | 陳曉       | 陳汛      |
| 東方不敗 | 江毅     | 乾德門                    | 魯振順   | 劉雪華            | 郑秀珍   | 茅威濤            | 陳喬恩     | 丁禹兮    |
| 仪琳     | 黃曼凝   | 桑妮                      | 何美钿   | 蔡燦得            | 曾诗梅   | 陳麗峰            | 邓莎       | 姜卓君    |
| 岳不羣   | 曾江     | 古錚                      | 王偉     | 岳躍利            | 郑各评   | 巍子              | 黄文豪     | 李昊翰    |
| 寧中則   | 白茵     | 尹寶蓮                    | 李麗麗   | 劉莉莉            | 洪慧芳   | 劉冬              | 楊明娜     | 曹艷      |
| 任我行   | 劉兆铭   | 苗天                      | 羅樂林   | 李立群            | 刘谦益   | 吕晓禾            | 黑子       | 王佳寧    |
| 左冷禅   | 楊澤霖   | 荊國忠                    | 陳鴻烈   | 顧冠忠            | 李海杰   | 涂们              | 胡东       | 鄭昊      |
| 向问天   | 馬宗德   | 班鐵翔                    | 劉江     | 徐少強            | 黄世南   | 巴音额日乐        | 孫彬皓     | 金偕傑    |
| 田伯光   | 劉丹     | 高飛                      | 郑柏麟   | 孫興              | 陈天文   | 孙海英            | 韩栋       | 季東燃    |
| 藍鳳凰   | 陈復生   | 夏光莉                    | 谈佩珊   | 陈莎莎            | 陈秀丽   | 李菲              | 吕佳容     | 劉珈彤    |
| 風清揚   | 劉江     | 川原                      | 鮑方     |                   | -        |                   | 梁家仁     | 王勁松    |

### 軼事
- 過去“東方不敗”扮演者皆由男演員醜陋扮演，在《笑傲江湖二之東方不敗》版後便一直使用美女演員來飾演（18版除外）。
- 1978年TVB有另一版本名為《一劍鎮神州》，亦以《笑傲江湖》為故事主幹，頭尾段則以《浣花洗劍錄》的決戰東瀛武士為開始及終結，人物名字也沒有用金庸及古龍的，用上了全新的名字。

### 廣播劇
1981年，香港電台第一台第一次改編製作《笑傲江湖》廣播劇，合共95集，於1981年9月14日至1982年1月22日，星期一至五早上《金庸武俠天地》時段內播出。於2014年5月1日「香港故事」重播。
製作人員
監製：李安求
編導：李學斌、曾永強
改編：文曉嵐（姚秀鈴）
主題曲《笑傲江湖》
主唱：張偉文
作曲：吳智強
填詞：鄭國江
插曲《仍是對她一般好》
主唱：張偉文、周小君
作曲：吳智強
填詞：鄭國江
聲演
| 令狐冲，熊良錫聲演（第1－81集），82－95集由李學斌接替。 任盈盈，朱曼子聲演。 儀 琳，姚秀鈴聲演。 岳靈珊，楊麗仙聲演。 林平之，陳偉匡聲演。 岳不羣，陳炳球聲演。 寧中則，丁 茵聲演。 風清揚，溫 泉 林震南，鍾偉明 劉正風，莫家駒 劉黃氏，譚翠蓮 方 證，林友榮 沖 虛，溫 泉 方 生，張志輝 定 逸，勞韻妍／丁 茵 定 靜，勞韻妍 定 閒，陳婉紅 秦 娟，車森梅 | 任我行，熊德誠 向問天，黃浩義 東方不敗，鍾偉明 曲 洋，溫 泉 曲非煙，車森梅 左冷禪，莫家駒／曾永強 費 彬，馮天行（馮永和） 勞德諾，劉安東 田伯光，林友榮 不戒和尚，馮天行（馮永和）／莫家駒 藍鳳凰，譚翠蓮 祖千秋，溫 泉 老頭子，陳潤成 計無施，傅菁葦 黃伯流，張志輝 游 遜，馮天行（馮永和） |

1998年，香港電台第二次改編製作《笑傲江湖》廣播劇，合共64集，於1998年11月，晚上十一時半「十一點半午夜場」播出。2019年3月23日晚零晨二時「週末午夜場」重播。
製作人員
監製：姚秀鈴
編導：曾月娥
改編：谷生
主題曲《流水行雲》
主唱：陳慧嫻
作曲、編曲：方樹樑
填詞：林振強
聲演
| 主角 蔡雅各：令狐冲 朱曼子：任盈盈 梁小冰：岳靈珊 陳嘉輝：林平之 曾月娥：儀 琳 華山派 鍾偉明：岳不羣 孔祥卿：寧中則 翟耀輝：勞德諾 曹永廉：陸大有 黎家希：高根明 陳炳球：風清揚 丁家湘：封不平 張建浩：成不憂 余世騰：叢不棄 恆山派 譚翠蓮：定閒師太 丁 茵：定逸師太 謝蘊儀：定靜師太 車森梅：儀和 蔡嘉儀：秦絹 陳燕青：于嫂 嵩山派 曾永強：左冷禪 莫家駒：丁勉－托塔手 傅菁葦：陸柏－仙鶴手 龍天生：費彬－大嵩陽手 鍾一鳴／李建良：樂厚－大陰陽手 溫 泉：湯英鶚 黃啟明：鍾鎮－九曲劍 譚樹強：史登達 黎家希：萬大平 劉雪明：狄修 劉雪明：趙老者 衡山派 鄭啟明：莫 大 曾永強：劉正風 劉雪明：魯連榮 劉雪明：向大年 林友榮：米為義 泰山派 溫泉／李建良：天門道人 龍天生：天松道人 劉雪明：遲百成 潘文柏：玉璣子 華 夫：玉音子 少林、武當、崑崙 戴偉光：方證大師 溫 泉：方生大師 莫家駒：辛國樑 吳忠泰：易國梓 龍天生：黃國柏 黎家希：覺月 翟耀輝：譚迪人 程 輝：冲虛道長 | 日月神教 盧 雄：任我行 丁家湘：向問天 陳炳球：黃鍾公 傅菁葦：黑白子 余世騰：秃筆翁 鍾一鳴：丹青生 羅偉民：丁堅 龍天生：施令威 丁家湘：曲洋 羅嘉玲：曲飛煙 余世騰：綠竹翁 黃啟明／李建良：鮑大楚 吳家良／潘文柏：秦偉邦 譚翠蓮：桑三娘 何國雄：上官雲 潘文柏：賈布 李建良：童百熊 潘文柏：楊蓮亭 盧世昌：東方不敗 江湖左道 蔡浩樑：田伯光 莫家駒：不戒和尚 雷靄然：啞婆婆 曾永強、溫泉、葉偉麟、王祖藍、程振鵬等：桃谷六仙 龍天生：平一指 林友榮：祖千秋 傅菁葦：老頭子 余世騰：計無施 陳 璐：藍鳳凰 黎家希：司馬大 余世騰：黃伯流 劉雪明：游遜 王祖藍、譚翠蓮：桐柏雙奇 溫泉、曾永強／羅偉民、何國雄：漠北雙熊 吳家良、羅偉民：長江雙飛魚 鍾一鳴：青海一梟 溫 泉：木高峰 青城派 施介強：余滄海 黎家希：余人彥 劉雪明：賈人達 莫家駒：于人豪 龍天生：方人智 梁奕倫：羅人傑 福威鏢局、金刀王家 林友榮：林震南 譚翠蓮：林夫人王氏 陳貴榮：陳鏢頭 龍天生：史鏢頭 羅偉亮：鄭鏢頭 傅菁葦：王元霸 譚樹強：王伯奮 龍天生：王仲強 葉偉麟：王家駿 程振鵬：王家駒 鄭啟明：易師爺 朝廷 羅偉亮：張大人 劉雪明：參將吳天德 |

### 歌舞劇
- 2007年《笑傲江湖》，香港舞蹈團，梁國城、楊雲濤編舞，冼杞然導演、編劇，出品人梁永祥。劉迎宏飾令狐冲，蘇淑飾任盈盈，黃婉伶飾岳靈珊，黃婉君飾儀琳，米濤飾林平之，陳榮飾東方不敗。

### 漫畫
- 《笑傲江湖》，李志清

### 遊戲
- 笑傲江湖：單機遊戲，智冠科技製作，1993年3月29日發表。[13]
- 笑傲江湖之日月神教：單機遊戲，昱泉國際製作，2000年發行。主題曲為張信哲的《信仰》。
- 笑傲江湖貳：單機遊戲，昱泉國際製作，2001年發行。
- 笑傲江湖網路版：昱泉國際製作，2001年4月營運。
- 笑傲江湖Online：完美世界研發，在臺灣由艾玩天地發行，2013年11月20日封測。
- 笑傲江湖網路版：昱泉國際製作，2001年4月營運。
- 笑傲江湖M：完美世界研發，在臺灣由艾玩天地發行，2020年3月26日開服。

### 音樂
- 笙協奏曲《笑傲江湖》：蘇文慶作曲。
- 國樂合奏《笑傲江湖》：阿鏜作曲

### 多人有声剧
云听独家制作出品，朗声图书官方授权，年度武侠巨制，《笑傲江湖》多人有声剧2021年1月15日重磅上线，周一至周五日更2集。
- 旁白：张东
- 令狐冲：阿杰
- 任盈盈：邱邱
- 岳不群：王明军
- 左冷禅：宝木中阳
- 林平之：满超
- 岳灵珊：徐佳琦
- 仪琳：张惠霖
- 任我行：任亚明
- 宁中则：张碧玉
- 田伯光：图特哈蒙
- 方证大师：艾宝良
- 冲虚道长：郭政建
- 风清扬：大象
- 东方不败：藤新
- 蓝凤凰：小曾
- 向问天：周健

参与出演：阿达、马程、王语、陈思宇、李姗姗 、常文涛、顺子 、苏俣、陈梅君等。
配音导演：小曾 、李梦雪、王冠洲
制作人：李梦雪